# Trochosa acompa
Trochosa acompa är en spindelart som först beskrevs av Chamberlin 1924.  Trochosa acompa ingår i släktet Trochosa och familjen vargspindlar. Inga underarter finns listade i Catalogue of Life.